# Chironomus planicollis
Chironomus planicollis är en tvåvingeart som först beskrevs av Jean-Jacques Kieffer 1911.  Chironomus planicollis ingår i släktet Chironomus och familjen fjädermyggor. Inga underarter finns listade i Catalogue of Life.